# Sh2-247
Sh2-247 è una nebulosa a emissione visibile nella costellazione dei Gemelli.
Si trova nella parte sudoccidentale della costellazione, al confine con Orione. La sua declinazione non è particolarmente settentrionale e ciò fa sì che essa possa essere osservata agevolmente da entrambi gli emisferi celesti, sebbene gli osservatori dell'emisfero boreale siano leggermente più avvantaggiati; il periodo in cui la sua osservazione è ottimale nel cielo serale è compreso fra i mesi di novembre e marzo.
Sh2-247 è una piccola regione H II dall'aspetto sferoidale il cui diametro apparente si aggira attorno agli 8-9', legata fisicamente alla regione dell'associazione OB Gemini OB1; contiene al suo interno una stella bianco-azzurra di sequenza principale di classe B0V e presenta delle strutture a filamenti spazialmente distinte, uno dei quali ha una velocità radiale di circa 2 km s−1 e si estende sul bordo orientale della nube ed è quasi certamente fisicamente legato alla regione H II, mentre un secondo filamento dalla velocità di circa 10–12 km s−1 si estende verso sud in direzione della vicina nube Sh2-252. Vi è poi un ulteriore filamento, dalla velocità radiale simile a quella del primo, che si protrae verso l'esterno. Nella parte settentrionale il confine della nebulosa si fa netto, indice del fatto che vi è un punto di contatto con una nube non illuminata molto densa.